# Schneffelrath
Schneffelrath ist ein Stadtteil von Siegburg im Rhein-Sieg-Kreis. Der Ortsname lässt auf eine erste Ansiedlung in der Rodungszeit schließen.

## Lage
Schneffelrath liegt nördlich der Stadt Siegburg in etwa 185 Metern Höhe über Normalnull an der Wahnbachtalsperre. Angrenzende Stadtteile sind Braschoß und Schreck.

## Geschichte
Bis 1956 gehörte Schneffelrath zur Bürgermeisterei und zum Amt Lauthausen. 1910 waren für Schneffelrath folgende Ackerer verzeichnet: Hermann Josef Schreckenberg, Martin und Wilhelm Schlösser, Peter Josef Ohligschläger, Margaretha Knecht, Peter Klein, Johann Heister, Witwe Johann Heister und Peter Gippert. Daneben gab es die Tagelöhner Ferdinand Gippert, Peter Bolz, Witwe Johann Peter Bolz, Peter Roth, Ferdinand Gippert und Peter Josef Klein sowie die Fabrikarbeiter Josef Roth, Johannes Rottland und Johann Löcher, insgesamt also 18 Haushalte.